# Преторийский бронетанковый полк
Преторийский бронетанковый полк (англ. Pretoria Armour Regiment) — резервное тактическое формирование сухопутных войск ЮАР.

## История

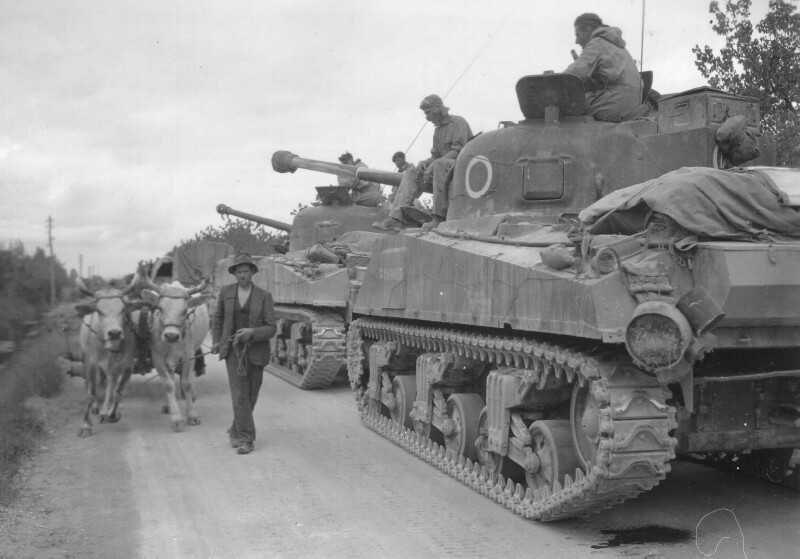
Танки «Шерман» Преторийского полка, 1944 год.

Преторийский полк был сформирован 1 июля 1913 года как 12-й пехотный полк (Преторийский полк) — подразделение Активных гражданских сил — путём слияния нескольких частей: Преторийской роты Трансваальского шотландского полка, Центрально-Южноафриканского железнодорожного добровольческого полка, Северного коннострелкового полка и Преторийского отряда Трансваальского вело- и мотокорпуса. Полк создавался как пехотный и служил в Силах обороны Союза (UDF) в этом качестве в течение 30 лет с 1913 по 1943 г.

### Африканский театр военных действий Первой мировой войны
Полк высадился с моря и служил в Германской Юго-Западной Африке в Аусе и Тшокайбе на юге. Полк участвовал в наступлении на Цумеб в июле 1915 года.

### Межвоенный период
В 1928 году полк переименован в Преторийский полк (Pretoria Regiment).
24 октября 1930 года он был вновь переименован в Преторийский полк (собственный принцессы Алисы) (Pretoria Regiment (Princess Alice’s Own)) в честь принцессы Алисы, графини Атлонской. Полк стал двуязычным, когда в его состав был включен 2-й батальон, укомплектованный преимущественно африканерами.

### Вторая мировая война
Во время Второй мировой войны полк был преобразован в бронетанковое формирование, вошедшее в состав 11-й бронетанковой бригады 6-й бронетанковой дивизии Южно-Африканского Союза. В 1943 г. полк был переформирован в бронетанковый на складах RAC в Египте — для участия в Итальянской кампании в составе 6-й бронетанковой дивизии ЮАС — и с тех пор служил в UDF, SADF и SANDF в обоих этих качествах.

### Послевоенное время
После войны полк был демобилизован, и в 1946 году он был переформирован в неполный состав, состоящий из двух отдельных полковых формирований. Они были вновь объединены в 1954 году. После образования Южно-Африканской Республики 31 мая 1961 года подразделение было вновь переименовано в Преторийский полк Сил обороны ЮАР. В 1960-х годах новобранцы проходили обучение на танках Centurion и новых бронеавтомобилях Эланд. Полк участвовал в разработке танка Olifant.

### Пограничная война
В этот период полк был передан под командование 8-й бронетанковой дивизии.
Полк принимал участие в Пограничной войне в таких операциях, как операция «Проун».
Один эскадрон танков полка был придан 61-й механизированной батальонной группе для участия в операциях у Квито-Кванавале.

### После 1994
В августе 2019 года 52 подразделения резервных сил получили новые названия, отражающие разнообразную военную историю Южной Африки. Преторийский полк стал Преторийским бронетанковым полком, и полку дали 3 года на разработку и внедрение новых полковых знаков отличия. В отличие от других, это было лишь переименованием, с сохранением прежней специализации.

## Вооружение
| Название          | Тип                  | Производитель       | Служба            | Примечания                    |
| ----------------- | -------------------- | ------------------- | ----------------- | ----------------------------- |
| Ford CMP          | Грузовик             | Канада              | Снят с вооружения |                               |
| Bedford MK        | Грузовик             | Великобритания      | Снят с вооружения |                               |
| SAMIL             | Грузовик             | ЮАС                 | На вооружении     | SAMIL 20, 50, и 100 варианты. |
| Morris C8         | Артиллерийский тягач | Великобритания      | Церемонии         |                               |
| Eland             | Бронеавтомобиль      | ЮАС                 | Снят с вооружения |                               |
| Ferret            | БРДМ                 | Великобритания      | Церемонии         | Mk 2.                         |
| Marmon-Herrington | Бронеавтомобиль      | ЮАС                 | Снят с вооружения | Mk IV.                        |
| Ratel             | Боевая машина пехоты | ЮАС                 | На вооружении     |                               |
| Sherman Firefly   | Средний танк         | Великобритания      | Снят с вооружения |                               |
| Centurion         | Основной боевой танк | Великобритания      | Снят с вооружения |                               |
| Skokiaan          | Основной боевой танк | Великобритания/ ЮАС | Снят с вооружения |                               |
| Semel             | Основной боевой танк | Великобритания/ ЮАС | Снят с вооружения |                               |
| Olifant           | Основной боевой танк | Великобритания/ ЮАС | На вооружении     | Mk 1A.                        |